# Mirandol-Bourgnounac
Mirandol-Bourgnounac (okzitanisch: Borionac de Mirandòl) ist eine französische Gemeinde mit 1.031 Einwohnern (Stand: 1. Januar 2022) im Département Tarn in der Region Okzitanien (vor 2016: Midi-Pyrénées). Mirandol-Bourgnounac gehört zum Arrondissement Albi und zum Kanton Carmaux-1 Le Ségala (bis 2015: Kanton Pampelonne).

## Geographie
Mirandol-Bourgnounac liegt etwa 24 Kilometer nördlich von Albi am Viaur, der die nördliche und nordöstliche Gemeindegrenze bildet. Beim Gemeindehauptort entspringt das Flüsschen Candour, das zum Viaur entwässert. Umgeben wird Mirandol-Bourgnounac von den Nachbargemeinden La Salvetat-Peyralès im Norden, Castelmary im Nordosten, Crespin im Osten, Pampelonne im Osten und Südosten, Sainte-Gemme im Südosten, Almayrac im Süden, Trévien im Südwesten, Montirat im Westen sowie Jouqueviel im Nordwesten.

## Bevölkerungsentwicklung
| 1962                      | 1968 | 1975 | 1982 | 1990 | 1999 | 2006 | 2013 |
| ------------------------- | ---- | ---- | ---- | ---- | ---- | ---- | ---- |
| 1135                      | 1033 | 1091 | 1095 | 1110 | 1081 | 1060 | 1053 |
| Quelle: Cassini und INSEE |      |      |      |      |      |      |      |

## Sehenswürdigkeiten
- Kirche Notre-Dame
- Kirche Saint-Michel
- Kirche Sainte-Madeleine in Pont-de-Cirou

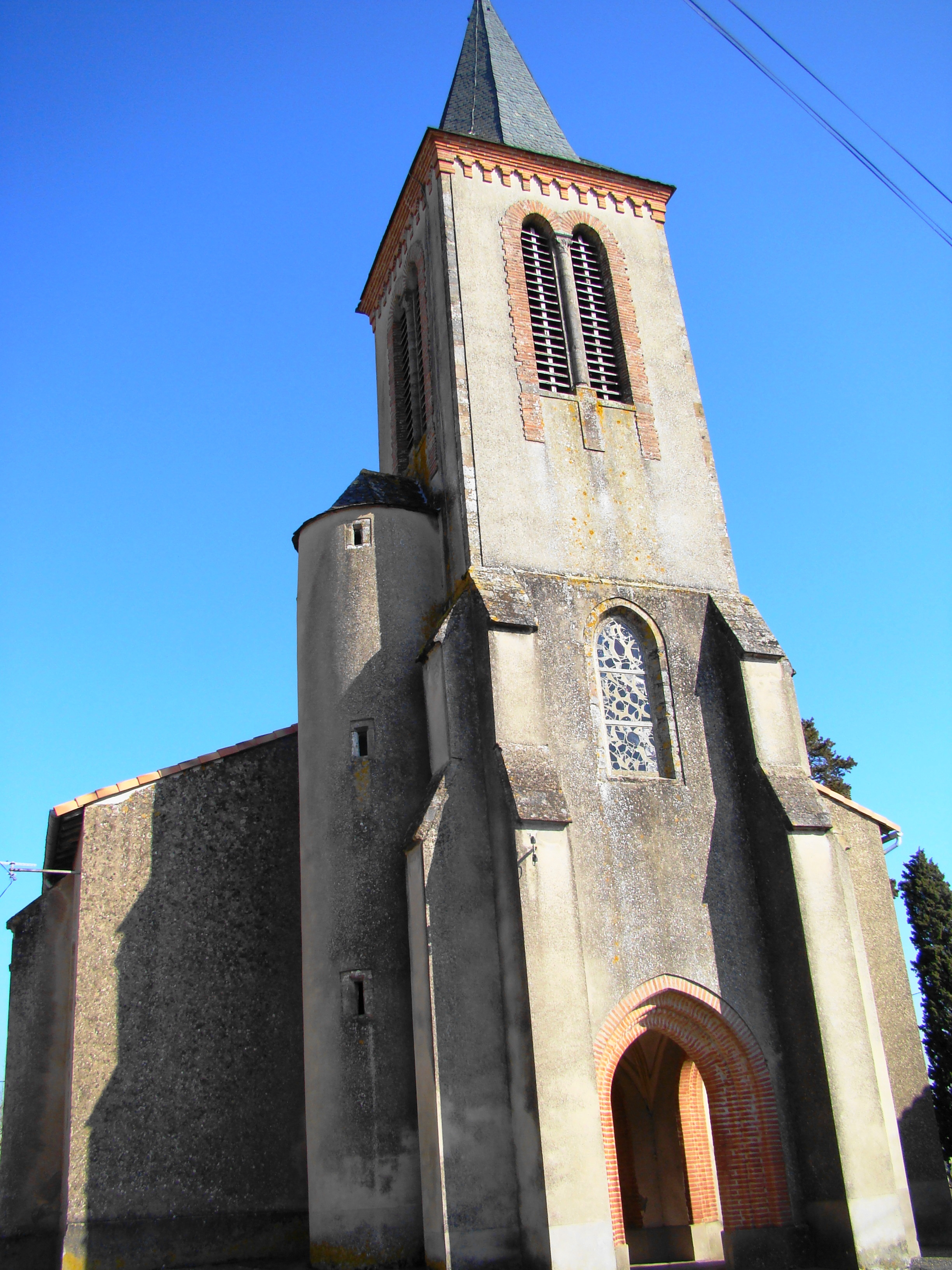
Kirche Notre-Dame

- Kirche Sainte-Trinité in Cazouls
- Burg Mirandol
- Brücke von Cirou
- Brücke von La Calquière